# Manat (bogini)
Manat – wczesnoarabska bogini losu i przeznaczenia, chroniąca spokój umarłych. Jej główne sanktuarium znajdowało się w Al-Muszallal w pobliżu Kudajd, położonym między Mekką i Medyną. Czczona pod postacią czarnej skały. Składano jej ofiary z włosów.